# Stephen Curry
Wardell Stephen „Steph" Curry II (* 14. března 1988 Akron, Ohio, USA) je americký basketbalista, který od svého draftu v roce 2009 soustavně hraje za tým Golden State Warriors v NBA. Se svými 188 cm a 86 kg hraje na pozici rozehrávače. Nejužitečnější hráč MVP (most valuable player) let 2015 a 2016 a syn bývalého basketbalisty Della Curryho byl v roce 2009 celkově na sedmém místě v draftu. V sezóně 2012–13 pokořil rekord v počtu tříbodových košů v hlavní části sezóny (272). V sezóně 2014–2015 překonal svůj vlastní rekord a zakončil sezónu celkově 286 tříbodovými zásahy. Byl tak jmenován nejužitečnějším hráčem NBA za rok 2015. V roce 2022 pokořil rekord Raye Allena v počtu tříbodových košů (2 974) a stal se tak nejlepším střelcem v historii NBA. V roce 2024 již nastřílel 3 747 úspěšných trojek s celkově 42% úspěšností. Je držitelem řady rekordů spojených s tříbodovými koši.
S týmem Golden State Warriors čtyřikrát vyhrál šampionát NBA (2015, 2017, 2018, 2022), přičemž v roce 2022 byl zvolen nejužitečnějším hráčem (MVP) finálových zápasů. Pravidelně se účastnil NBA All-Star výběrů. V reprezentačním týmu USA získal dvě zlaté medaile na mistrovství světa v basketbalu mužů (v letech 2010 a 2014) a zlatou medaili si odvezl také z LOH 2024 v Paříži.

## Osobní život
Narodil se v Akronu, Ohiu (USA), avšak vyrůstal v Charlotte, Severní Karolíně (USA), kde jeho otec hrál za místní klub. Během sezóny 2001–2002 žil v Torontu, kde jeho otec hrál v místním týmu. Navštěvoval Charlotte Christian School a později odešel na Davidson College, kde zářil s 21,5 body na zápas a byl po Kevinu Durantovi druhým nejlepším hráčem juniorské NCAA. V sezónách 2006–2009 působil v Davidson Wildcats, odkud odešel do profesionální NBA. V roce 2022 Curry dokončil své vzdělání na Davidson College a absolvoval jako bakalář umění se zaměřením na sociologii.

## Profesionální kariéra
Stephen Curry byl v roce 2009 v prvním kole draftu číslem 7 a podařilo se mu uzavřít čtyřletou smlouvu s Golden State Warriors.

### Sezóna 2009/10
Profesionální „debut“ zažil 28. října 2009 v zápase proti Houston Rockets, podařilo se mu vstřelit 14 bodů a 7x asistovat během 36 minut strávených na hrací ploše. Byl na dobré cestě k získání NBA Rookie of the Year Award (cena pro nováčka roku), ale skončil druhý za Tyrekom Evansem. V sezóně 2009/10 měl průměr 17,5 bodu, 5,9 asistencí, 4,5 doskoků a 1,9 zisků na zápas.

### Sezóna 2010/11
Curryho průměr na zápas byl 18,6 bodu, 5,8 asistencí, 5,8 doskoků a 1,5 zisků. Během All-Star víkendu vyhrál soutěž v dovednosti. Překonal Ricka Barryho v úspěšnosti trestných hodů a svými 93,4 % se postaral o nový klubový rekord.

### Sezóna 2011/12
V květnu 2011 podstoupil operaci pravého kotníku. Zkrácenou sezónu byl připraven začít, ale zranil se na exhibičním zápase. V prvním zápase sezony sice nastoupil, ale vstřelil pouze 4 body. Hned v další hře se však vrátil silnější a s 21 body vedl Golden State k výhře nad Chicagem. Další hru kvůli opakovanému zranění vynechal, vrátil se na 3 hry a zase si vyvrtl kotník. Vrátil se v lednu a odehrál 16 her předtím než se opět zranil. V březnu se opět vrátil a před operací odehrál 4 zápasy. Celkově odehrál pouze 26 ze 66 zápasů s průměrem 14,7 bodů, 5,3 asistencí, 3,4 doskoků a 1,5 zisku za hru.

### Sezóna 2012/13
V říjnu Curry prodloužil $ 44 milionovou smlouvu s Golden State Warriors, což se ukázalo jako výhodný obchod, protože dosáhl v průměru 22,9 bodů, 6,9 asistencí, 4,0 doskoky a 1,6 ukradení za zápas. V únoru 2013 během utkání proti New York Kicks dal kariérové maximum 54 bodů za zápas. S 11 tříbodovými koši během jedné hry zaostává pouze o 1 koš za Kobem Bryantem a Donyellom Marshallem. V posledním zápase normální sezóny se Stephenovi podařilo překonat rekord Raye Allena v počtu tříbodových košů za řádnou část sezony a s počtem 272 zaujal první místo.

### Sezóna 2013/14
V prosinci 2013 během utkání proti Mephisu Curry překonal rekord Jasona Richardsona v počtu vstřelených tříbodových košů za kariéru a dostal se do NBA All-Star teamu, kde se mu fanoušci odvděčili a zvolili jej do startovní formace. Sezónu skončil s nejlepším průměrem v kariéře; 24,0 bodů a 8,5 asistencí.

### Sezóna 2014/15
V lednu 2015 v zápase proti Indianě vstřelil Curry svůj tisící tříbodový koš, a dovedl tak svůj tým k vítězství. V únoru proti Dallasu nastřílel sezónní maximum 51 bodů. V únoru během All-Star víkendu Curry porazil spoluhráče v soutěži střílení tříbodových košů. V dubnu 2015 vstřelil 273. tříbodový koš a překonal svůj vlastní rekord. Dne 4. května 2015 byl prohlášen za nejužitečnějšího hráče sezóny, stal se tak druhým MVP v historii Golden State Warriors. V sezóně 2014/15 dovedl Stephen Curry svůj tým do finále (poprvé od roku 1976), po cestě přes play-off překonal několik rekordů jako například nejrychlejších 100 tříbodových košů v play-off (28 her), stal se prvním hráčem v NBA se šesti tříbodovými koši a šesti odebranými míči během jednoho zápasu.

### Sezóna 2015/16
Sezona 2015/16 začala velkou dominancí týmu Golden State Warriors. Curryho tým vyhrál v prvních 24 utkáních a Curry opět lámal historické rekordy. Překonal Kyla Korvere v počtu utkání v řadě s úspěšným trojkovým pokusem, v závěrečném utkání sezony nastřílel deset trojek a stal se prvním hráčem v dějinách, který vstřelil nejen více než 300, ale dokonce více než 400 trojkových pokusů (402). Curry se stal jako teprve sedmý hráč v historii, který vstoupil do prestižního klubu nazývaného "50-40-90". Ten je určený pro hráče, kteří si během sezony udrží střeleckou úspěšnost alespoň 50 % z pole (0,504), 40 % z trojkové vzdálenosti (0,454) a přes 90 % z trestných hodů (0,908). Curry byl podruhé v řadě vyhlášen ligovým MVP a jako první hráč v historii NBA získal toto ocenění jednomyslnou volbou.

### Sezóna 2017/18
V období od 7. do 30. prosince vynechal 11 zápasů kvůli poranění kotníku. Když se vrátil 31. prosince do zápasu proti Memphis Grizzlies, tak vstřelil 10 tříbodových košů a dohromady 38 bodů. Pomohl tak týmu k výhře 141–128. Při zápasu 6. ledna vstřelil svoje sezónní maximum, 45 bodů za 30 minut proti Los Angeles Clippers, které si vylepšil při zápasu 28. ledna, kdy nastřílel 49 bodů proti Boston Celtics.

### Sezóna 2019/20
Sezóna 19/20 byla pro Golden State Warriors a Stepha jedna z nejhorších. Warriors skončili až na posledním místě hlavně kvůli přestupu Kevina Duranta a Andreho Igoudali a kvůli zranění kolene Klaye Thompsona. 30. října si vážně zlomil ruku, proti Phoenixu Suns, sám Curry. Nastoupil poté už pouze jednou. Navíc kvůli pandemii koronaviru se liga pozastavila a dohrávala se až v Orlandu, kde Warriors nehráli kvůli nízkému pořadí v tabulce.

### Sezóna 2020/21
I v následující sezóně NBA se Golden State Warriors museli obejít bez svého druhého nejlepšího střelce Klaye Thompsona, který si 19. listopadu 2021 při tréninku přetrhl Achillovu šlachu na pravé noze. I bez Thompsona dosáhl tým v základní části pozitivní bilance 39 vítězství a 33 porážek a skončil v pořádí Západní konference na 8. místě. V prvním zápase kvalifikace o playoff Warriors prohráli s Los Angeles Lakers 100-103, přestože Stephen Curry zaznamenal 37 bodů. V druhém kvalifikačním zápase Warriors prohráli s Memphisem Grizzlies. I přesto, že se Warriors druhý rok po sobě nekvalifikovali do vyřazovací části, statisticky byla sezóna 2020/21 pro Curryho jedna z jeho nejlepších. S průměrem 32 bodů na zápas se stal podruhé v kariéře nejlepším střelcem ligy a v hlasování o nejužitečnějšího hráče soutěže skončil na 3. místě. 12. dubna 2021 v zápase proti Denveru Nuggets překonal rekord Wilta Chamberlaina a stal se se 17 784 body hráčem s nejvíce nastřílenými body v historii klubu Golden State Warriors.

### Sezóna 2021/22
V prvních 20 zápasech sezóny 2021/22 si Golden State Warriors připsali 18 vítězství a 2 porážky. V zápase proti New York Knicks 14. prosince 2021 překonal Steph Curry rekord NBA v počtu proměněných trojek v kariéře. Svou 2 974. trojkou v kariéře předčil Raye Allena. Curry rekordu dosáhl ve svém 789. zápase kariéry. Ray Allen odehrál za svou kariéru 1 300 zápasů. V únoru 2022 v Zápase hvězd Curry nastřílel 50 bodů, včetně rekordních 16 trojek, a získal cenu pro nejužitečnějšího hráče All-Star Game. Dne 16. března v zápase proti Bostonu Celtics Curry utrpěl zranění vazu levé nohy, které ho vyřadilo ze hry až do konce základní části.
Curry se na palubovku vrátil v prvním kole playoff proti Denveru Nuggets. Ve vyřazovací části Warriors zvítězili nad Denverem, Memphisem i Dallasem a po 3 letech postoupili do finále NBA. Steph Curry získal inaugrační trofej pro nejužitečnějšího hráče finále Západní konference. V 4. zápase finále NBA proti Bostonu Celtics si Curry připsal 43 bodů a 10 doskoků a Warriors vyrovnali stav série na 2-2. Ve vítězném 6. zápase Curry zaznamenal 34 bodů, 7 doskoků a 7 asistencí a získal tak svůj 4. titul pro vítěze NBA a 5. v historii klubu Golden State Warriors. Poprvé v kariéře si také odnesl domů cenu pro nejužitečnějšího hráče finále, v němž zaznamenal v průměru 31 bodů, 6 doskoků a 5 asistencí na zápas.

## Statistiky
| Nejvíc bodů | Počet MVP | Počet titulů | Počet účastí v ALL-STAR GAME |
| ----------- | --------- | ------------ | ---------------------------- |
| 62          | 2         | 4            | 7                            |